# Новопавлівка (Цебриківська селищна громада)
Новопа́влівка — село в Україні, у Цебриківській селищній громаді Роздільнянського району Одеської області. Населення становить 17 осіб.
До 17 липня 2020 року було підпорядковане Великомихайлівському району, який був ліквідований.

## Населення
Згідно з переписом 1989 року населення села становило 22 особи, з яких 15 чоловіків та 7 жінок.
За переписом населення 2001 року в селі мешкало 9 осіб.
На 1 січня 2020 року — 17 осіб: 5 чоловік і 12 жінок.

### Мова
Розподіл населення за рідною мовою за даними перепису 2001 року:
| Мова       | Відсоток |
| ---------- | -------- |
| українська | 77,78 %  |
| російська  | 22,22 %  |